# Проміжна частота
Проміжна́ частота́, ПЧ (англ. Intermediate frequency, IF) — фіксована частота коливань, одержувана в результаті перетворення частоти сигналу, прийнятого супергетеродинним приймачем.
У техніці зв'язку та електронній техніці, сигнал проміжної частоти (ПЧ) є частотою, до якої  зсувається частота-носій як проміжний крок при передачі або прийомі. Проміжна частота створюється шляхом змішування сигналу частоти-носія і сигналу гетеродина, в результаті чого утворюється сигнал різницевої частоти або частоти биття. 
Перетворення в сигнал проміжної частоти корисно з кількох причин. Коли використовуються кілька етапів фільтрації, всі фільтри можуть бути встановлені на фіксовані частоти, їх легше побудувати і налаштувати. Транзистори на менших частотах зазвичай мають більш високе підсилення, тому менше каскадів необхідно для отримання необхідного коефіцієнта. Також легше зробити різко селективні фільтри на більш низьких фіксованих частотах.
У супергетеродинного приймача може бути кілька таких трактів проміжної частоти, тобто можливе подвійне або потрійне перетворення.